# GeoGebra
GeoGebra（ジオジェブラ）は、数学や科学を小学校から大学水準まで学習指導するための幾何・代数・統計・解析を結び付けた動的な数学ソフトウェア。GeoGebraは複数のプラットホームで使用可能であり、デスクトップ・アプリケーションとしてWindows・macOS・Linux上で動作し、タブレットのアプリとしてiPad・Android・Windows(UWP)上で動作し、ウェブアプリケーションとしてHTML5上で動作する。
創始者Markus Hohenwarterは、ザルツブルク大学で2001年に卒業論文の一環として開始し、フロリダ・アトランティック大学（2006年-2008年）、フロリダ州立大学（2008年-2009年）、リンツ大学（現在）で世界中のオープンソース開発者と翻訳者の協力を得て開発を続けている。
Kickstarterでキャンペーンに成功した後に、iPad・Android・Windows Storeアプリ版を含むように拡張された。
2013年に、Bernard ParisseのGiacがGeoGebraのCAS viewに統合された。
GeoGebraはその運営元としてオーストリアのリンツに本社を置く企業と非営利団体の両方があり、ユーザーコミュニティに対してはソフトウェアとクラウドサービスを提供している。

## 対話的な幾何・代数・統計・解析
GeoGebraは点・ベクトル・弧・線・多角形・円錐曲線・不等式・陰多項式・関数を扱う。これらの機能は対話的に変更可能で、マウスやタッチや入力バーを通じて動的に操作できる。GeoGebraは数やベクトル、点を変数を用いて取り扱うことが可能で、関数の微分係数や積分を求めたり、RootやExtremumなどのコマンドを完全に補完する機能があり、幾何学的定理を証明する方法を理解できる。
主な機能は以下の通り：
- （2次元および3次元の）対話的な幾何学環境
- 統合スプレッドシート
- 統合CAS
- 統合統計・微積分ツール
- スクリプト言語
- GeoGebra Materialsにある対話的な授業リソース

## GeoGebra Materials Platform
動的アプレットは、公式の学習教材のリポジトリクラウドサービスであるGeoGebra Materialsプラットフォームに直接アップロードできる。当初、2011年6月にGeoGebraTubeという名前で公開され、2016年に改名された。改良と機能拡張により、サービスは2016年4月時点で現在100万を超えるリソースを提供し、ワークシート・シミュレーション・ゲーム・電子書籍など400,000以上の教材が検索できる。
教材は静止画像や動的GIFなど、複数の形式でエクスポートできる。 SVGはインクスケープなど外部ソフトウェアで、Windows Metafileは複数のOfficeアプリで直接インポートできるほか、システムのクリップボード、PNG・PDF・EPSにエクスポートでき、PSTricks・PGF/TikZ・Asymptoteエクスポートオプションを使用してLaTeXで使用できるコードを生成できる。

## ライセンス
ソースコードはGNU General Public License、その他の非ソフトウェアはCreative Commons BY-NC-SAで扱われ、商用利用は特別なライセンスおよび共同作業契約の対象となる。

## コミュニティ
International GeoGebra Institute (IGI) はGeoGebra Groupの非営利団体であり、教師・学生・ソフトウェア開発者達がGeoGebra関連のタスクやプロジェクトのサポート・開発・翻訳・調整している。 ローカルユーザーグループはIGIネットワークの一員として、GeoGebra Materials Platformを介して無料の教材を共有し、ワークショップを開催し、関連するプロジェクトに取り組んでいる。特定のガイドラインに従い地域のGeoGebraユーザー・専門家・トレーナーを認定している。